# Oorlogsverlichting
Oorlogsverlichting of verduisterde verlichting is de verlichting van met name militaire motorvoertuigen in oorlogstijd of tijdens oefeningen. Ze bestaat hoofdzakelijk uit speciale kop- en achterlichten met speciaal geslepen lenzen al dan niet gecombineerd met afschermkappen. De kappen voorkomen het uitstralen van licht naar boven, waardoor een militair voertuig of konvooi niet vanuit de lucht waargenomen kan worden. Vorm en grootte van met name de achterlichten kunnen achteropkomende bestuurders helpen om de afstand tot hun voorganger te bepalen. 

## Gebruik
Waar normale verlichting is bedoeld om te zien en gezien te worden, is oorlogsverlichting aan de voorkant alleen bedoeld om te zien. In alle gevallen beperkt het gebruik van oorlogsverlichting het zicht van de bestuurder sterk, waardoor ook de snelheid beperkt wordt. Bestuurders hebben absoluut een referentie nodig, zoals wegbelijning of de bermkanten van onverharde wegen en paden. In open terrein is oorlogsverlichting nutteloos. 

## Voorzijde

### Verduisterde koplampen
Verduisterde koplampen zijn meestal afzonderlijk van de normale koplampen geplaatst op een spatbord, naast de cabine of op de voorbumper. Bij smalle voertuigen, zoals de Jeep of de militaire Landrover wordt volstaan met een enkele verduisterde koplamp, bij vrachtauto's en pantservoertuigen worden er twee gebruikt. Bij militaire motorfietsen wordt in het algemeen een speciaal filter of een canvas of rubber kap over de normale koplamp geplaatst. 

### Verduisterde markeerlichten
Als zelfs verduisterde koplampen niet mogelijk of noodzakelijk zijn, kunnen alsnog de markeerlichten worden gebruikt om de positie van een voertuig aan te geven, eventueel als het op een pad geparkeerd staat. Deze markeerlichten zijn zo klein, dat ze geen zichtbare lichtbundel geven. 

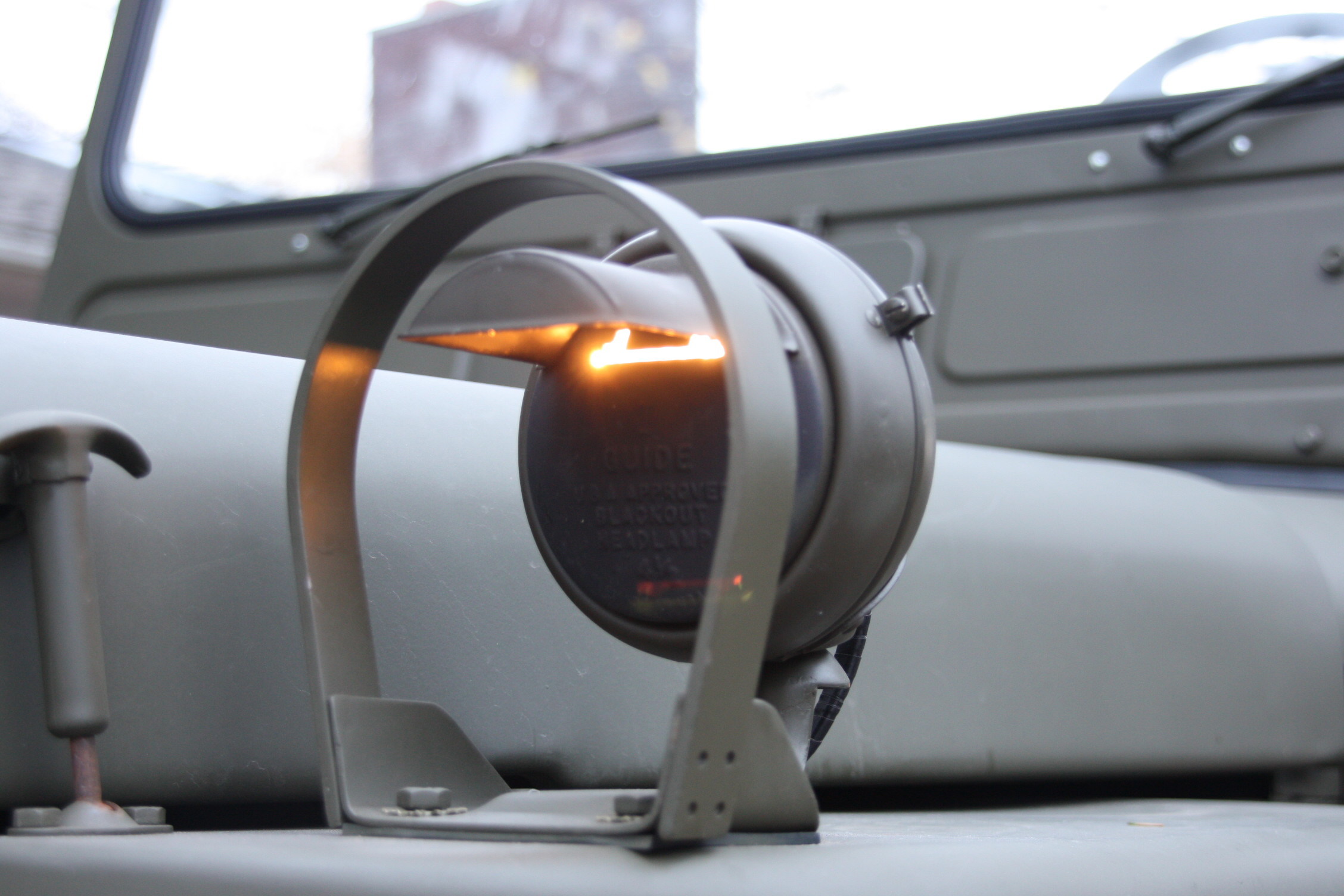
Verduisterde koplamp op een Jeep.
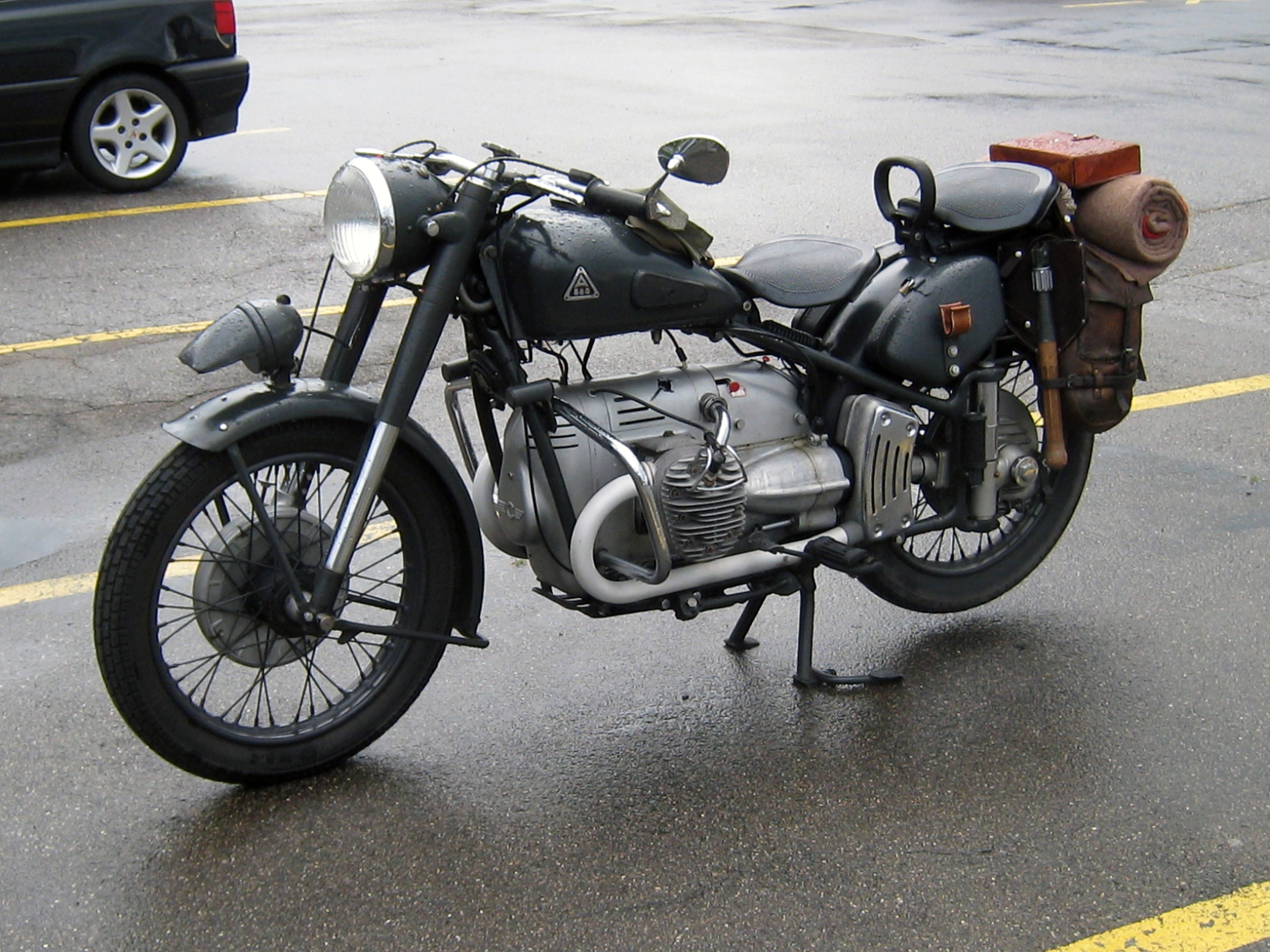
Verduisterde koplamp op het voorspatbord van een Condor-motorfiets
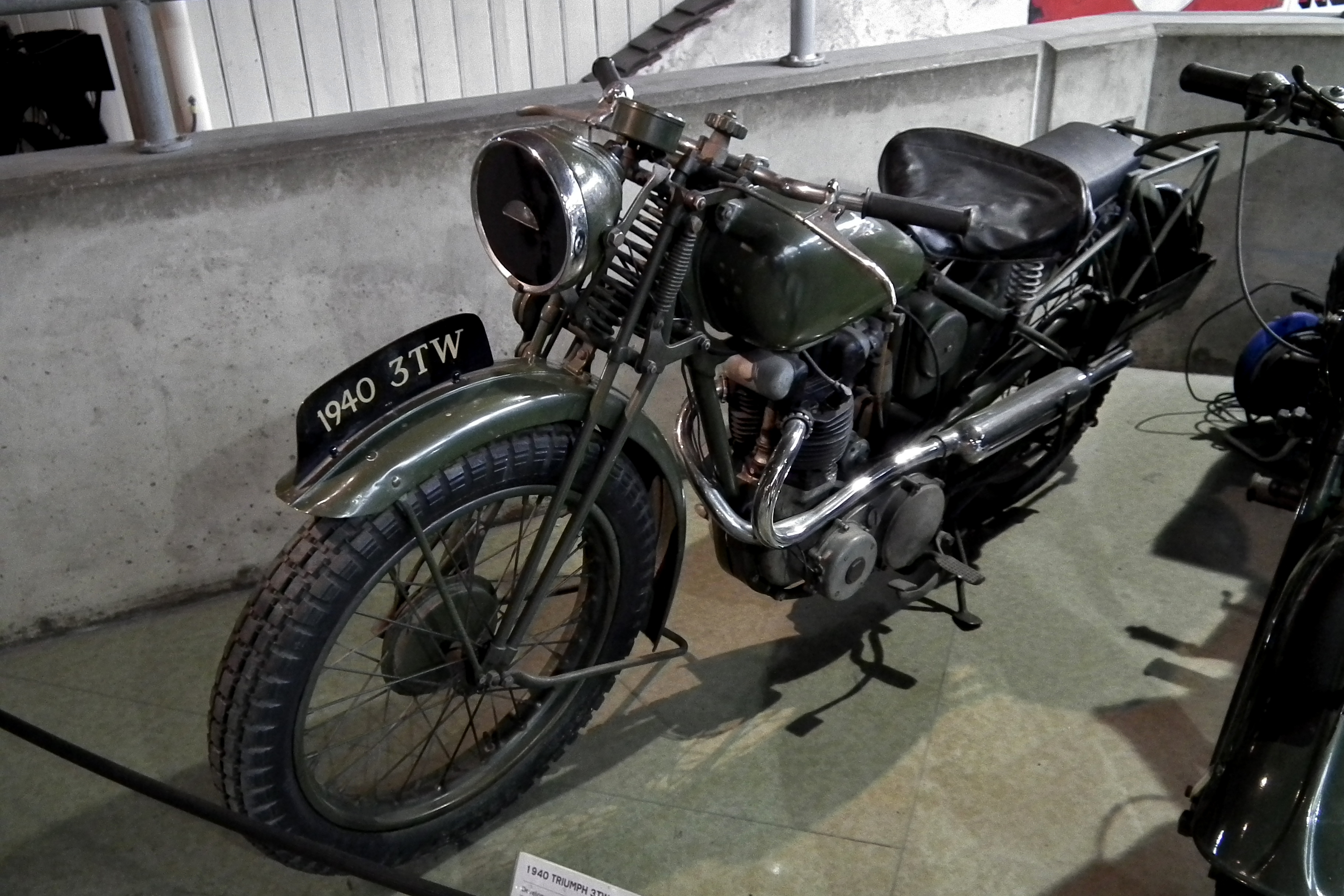
Verduisteringsfilter op een Triumph 3TW
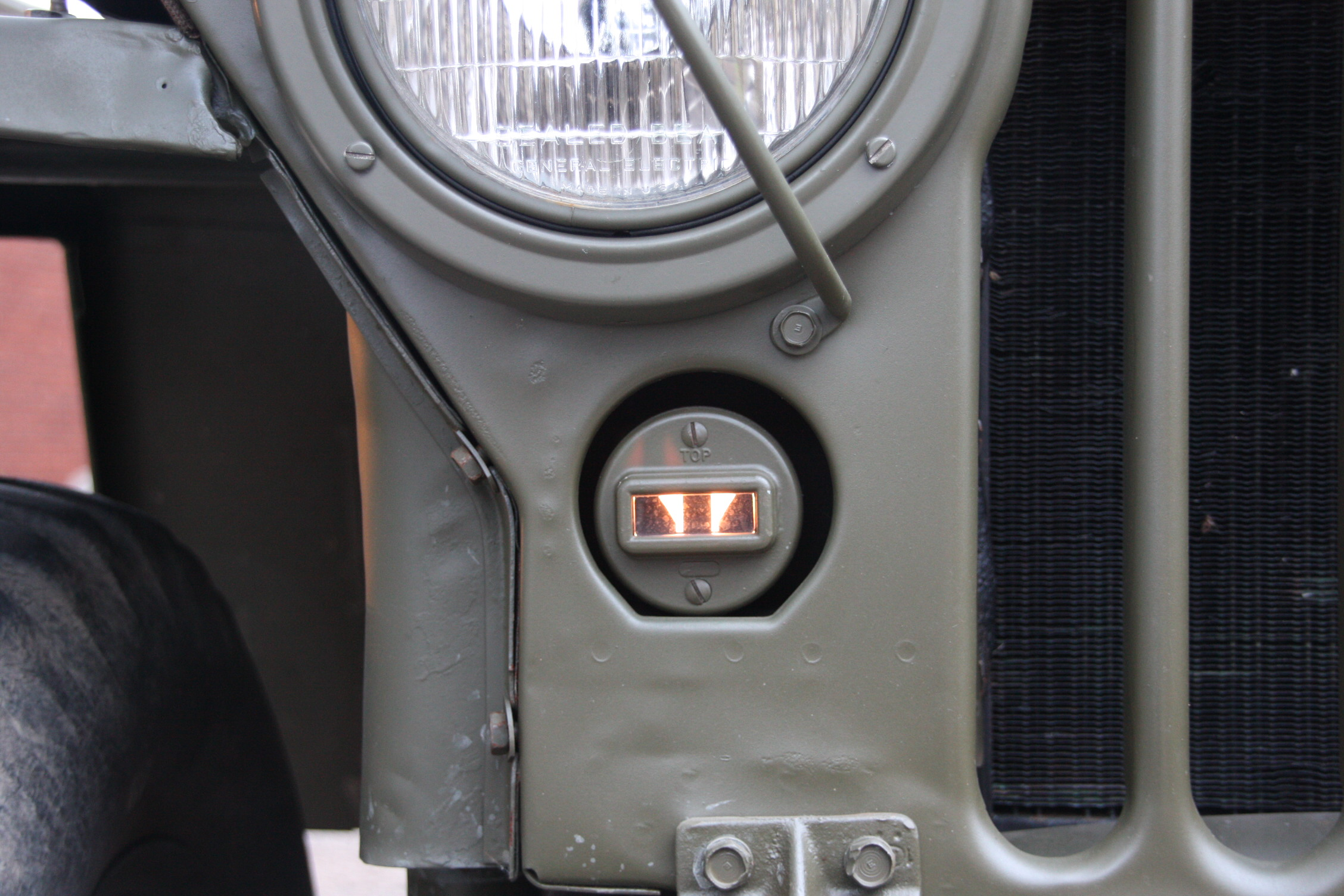
Verduisterde markeerlichten op een Jeep

## Achterzijde

### Verduisterde achter- en remlichten
Omdat de verduisterde achterlichten uitsluitend dienen om kop/staartbotsingen te vermijden zijn ze gecompliceerder dan de koplampen. Bij Amerikaanse voertuigen (ook als ze in dienst zijn bij NAVO-bondgenoten) worden speciale achterlichten gebruikt, bestaande uit twee maal twee kleine lampjes. Bij een grote volgafstand lijken ze op slechts een enkele lamp, bij een volgafstand van 20 tot 60 meter ziet de bestuurde twee lampjes en bij een zeer (te) korte afstand ziet hij vier lampjes. Verduisterde achterlichten kunnen ook ingebouwd zijn in de normale achterlichten, als een klein puntje. Het verduisterd remlicht wordt bij Europese voertuigen meestal apart gemonteerd, bij Amerikaanse voertuigen geïntegreerd (als wit licht) in de verduisterde achterlichten. 

### Kruislicht
NAVO-voertuigen zijn voorzien van een kruislicht aan de achterkant. Dit wordt met splitpennen bevestigd onder de carrosserie, waardoor het vanuit de lucht niet zichtbaar is. Het bestaat uit een rubber flap waarop een wit kruis is aangebracht. Het kleine 4 watt-lampje is afgedekt, maar uit vier openingen schijnt het licht op het witte kruis.

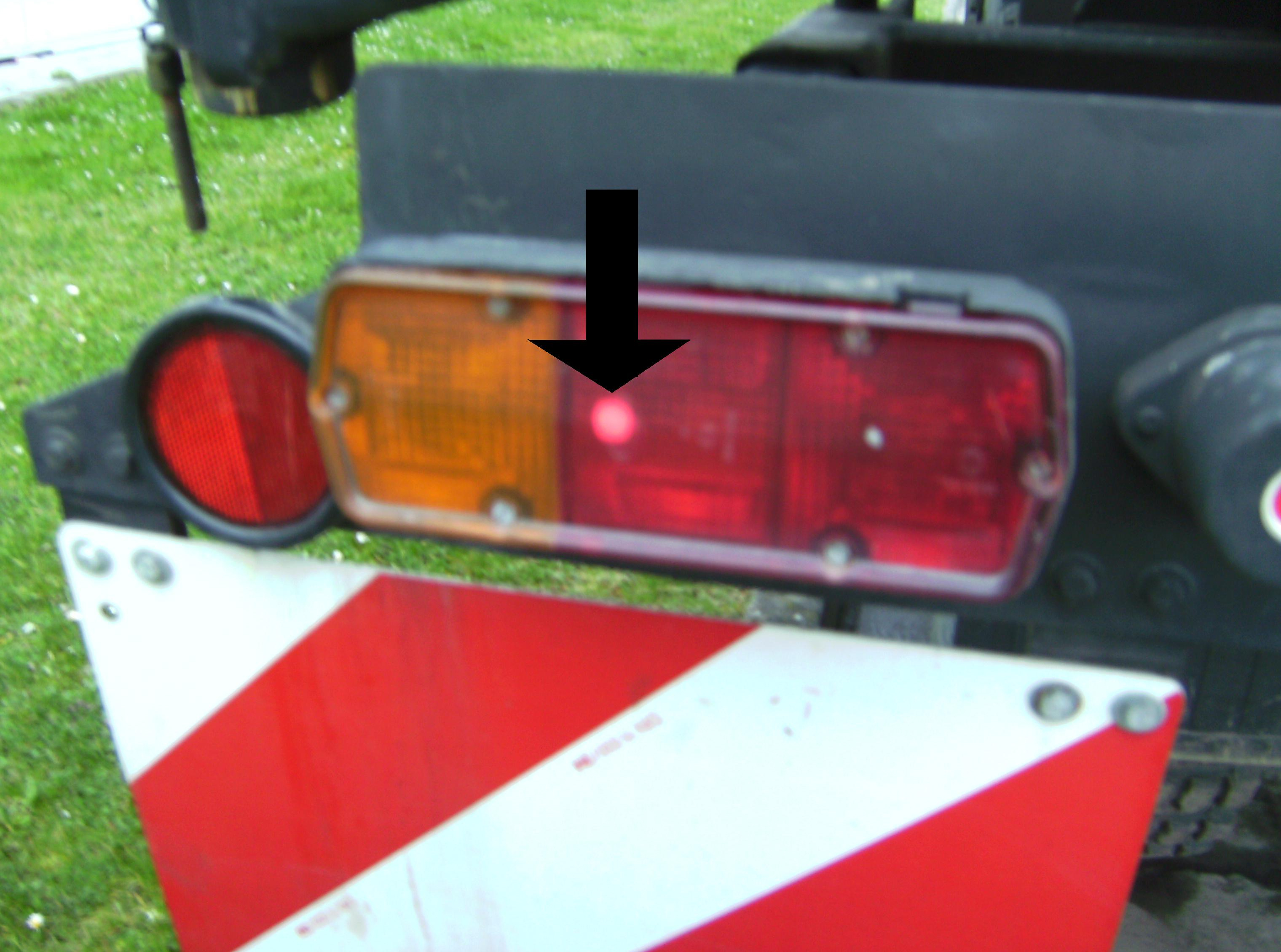
Europees verduisterd achterlicht
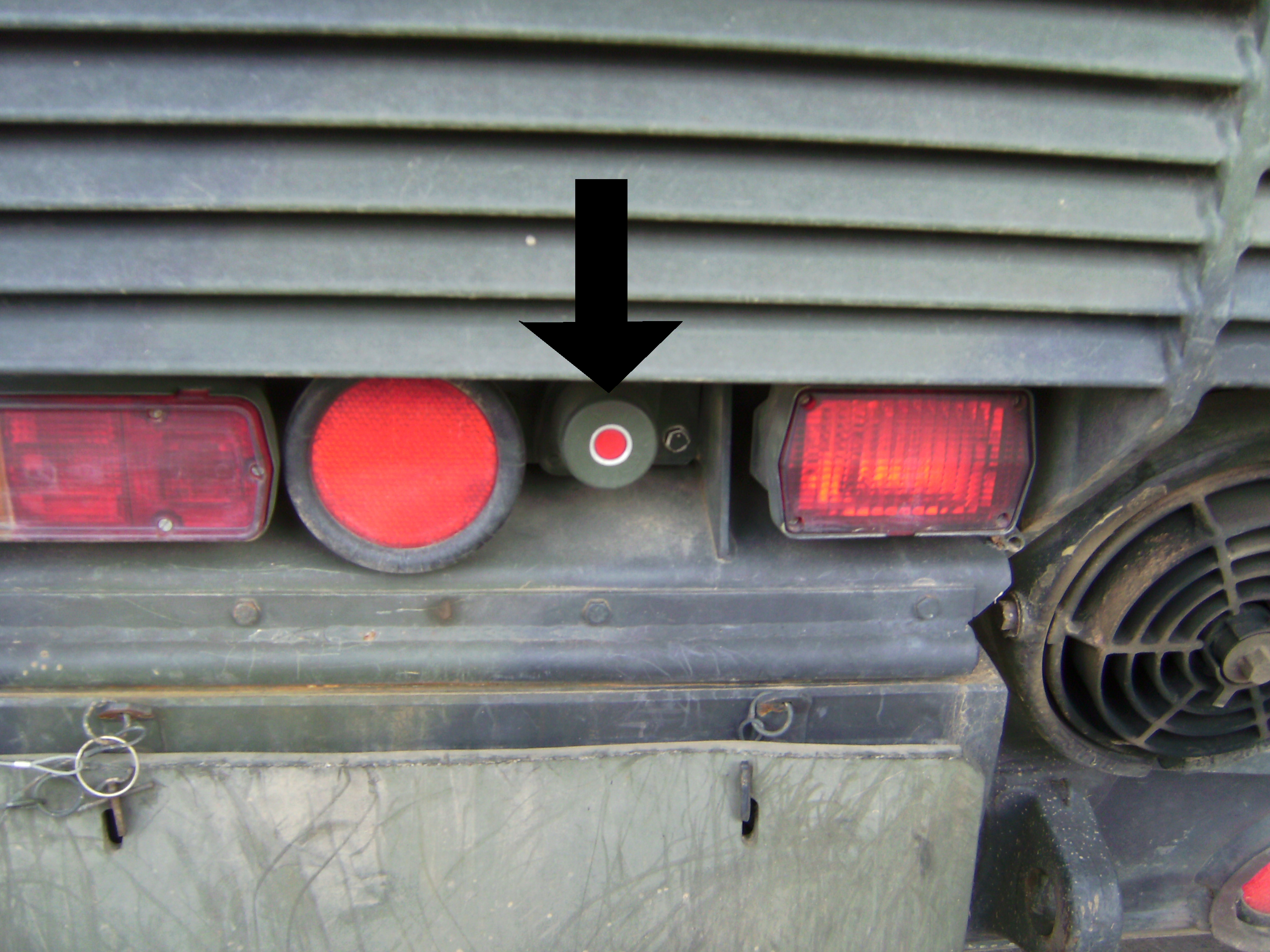
Europees verduisterd remlicht
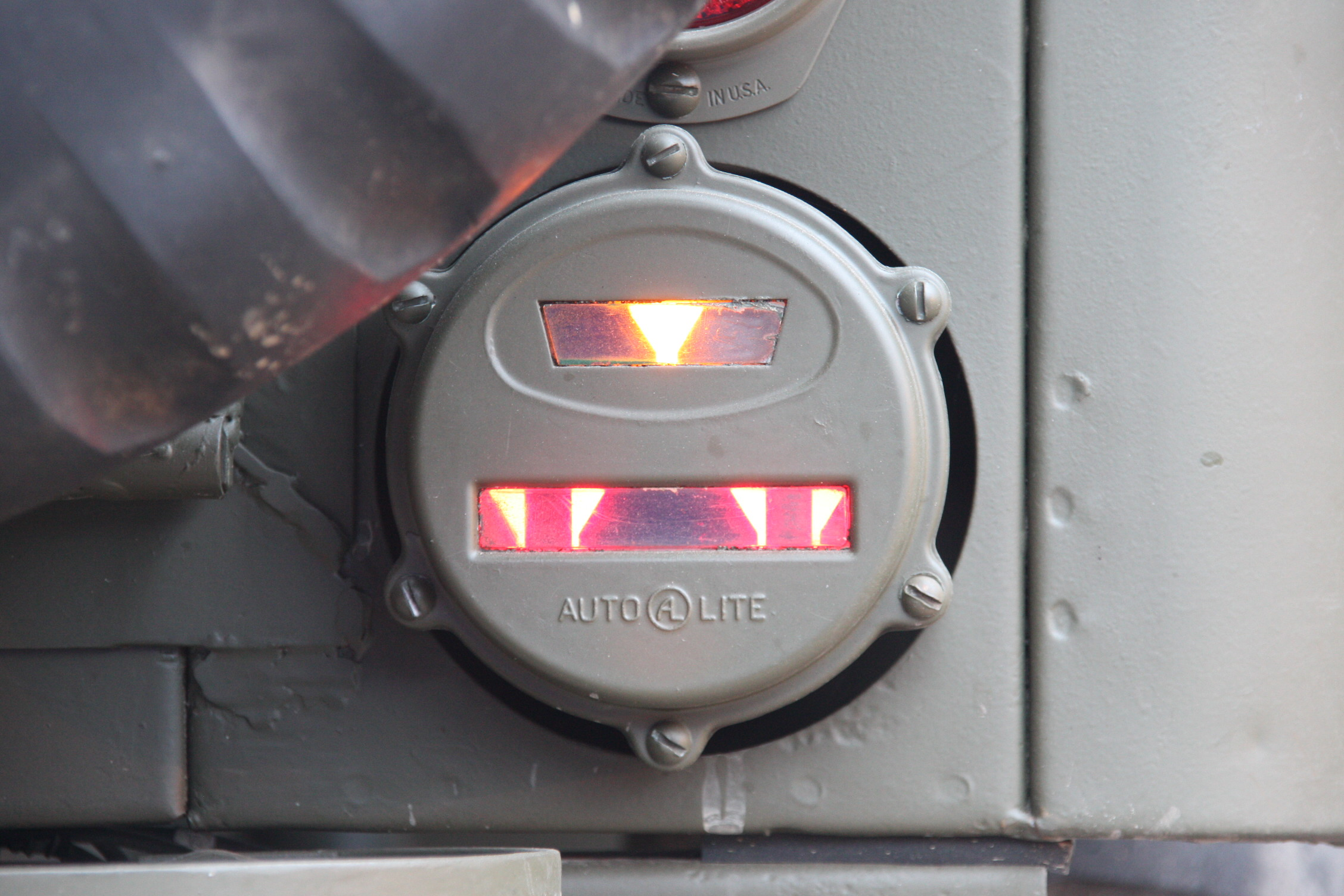
Amerikaanse combinatie van verduisterde achterlichten en (wit) remlicht
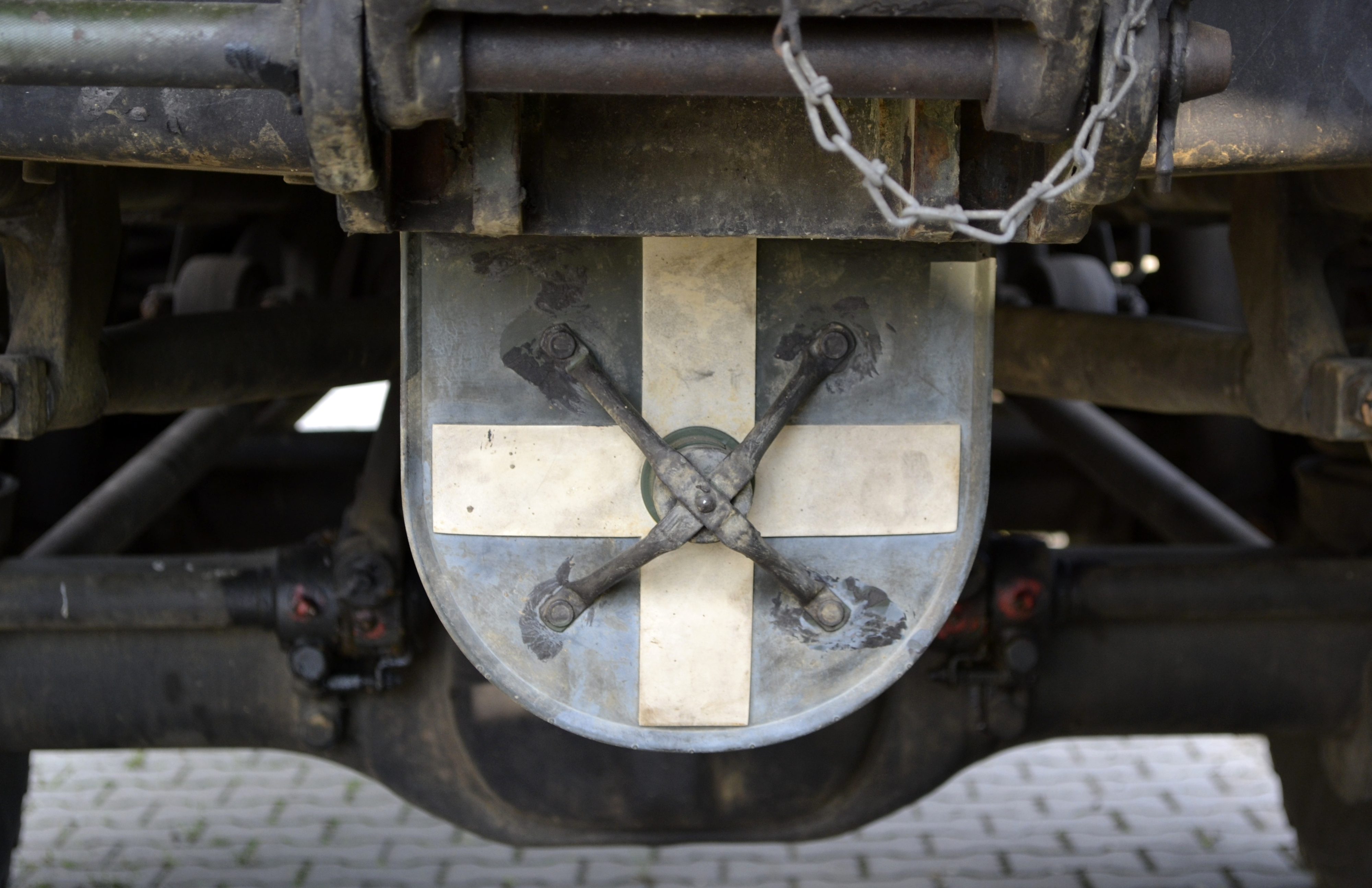
Kruislicht onder een vrachtauto

## Binnenzijde

### Dashboardverlichting
Omdat de dashboardverlichting door de voorruit van het voertuig zichtbaar kan zijn, kan ze deels worden uitgeschakeld of gedimd, maar het is ook mogelijk een kap over het dashboard te plaatsen zodat de uitstraling van het licht beperkt wordt.

### Beveiliging
De normale voertuigverlichting mag onder geen enkele voorwaarde "per ongeluk" ingeschakeld kunnen worden als oorlogsverlichting moet worden gevoerd. Daarom wordt de oorlogsverlichting vaak door een aparte schakelaar bediend, maar het is ook mogelijk een enkele schakelaar te gebruiken. In dat geval moet voor het omschakelen naar normale verlichting een extra handeling worden verricht, zoals bij een draaischakelaar het indrukken ervan of een aparte beveiligingsknop te bedienen. 

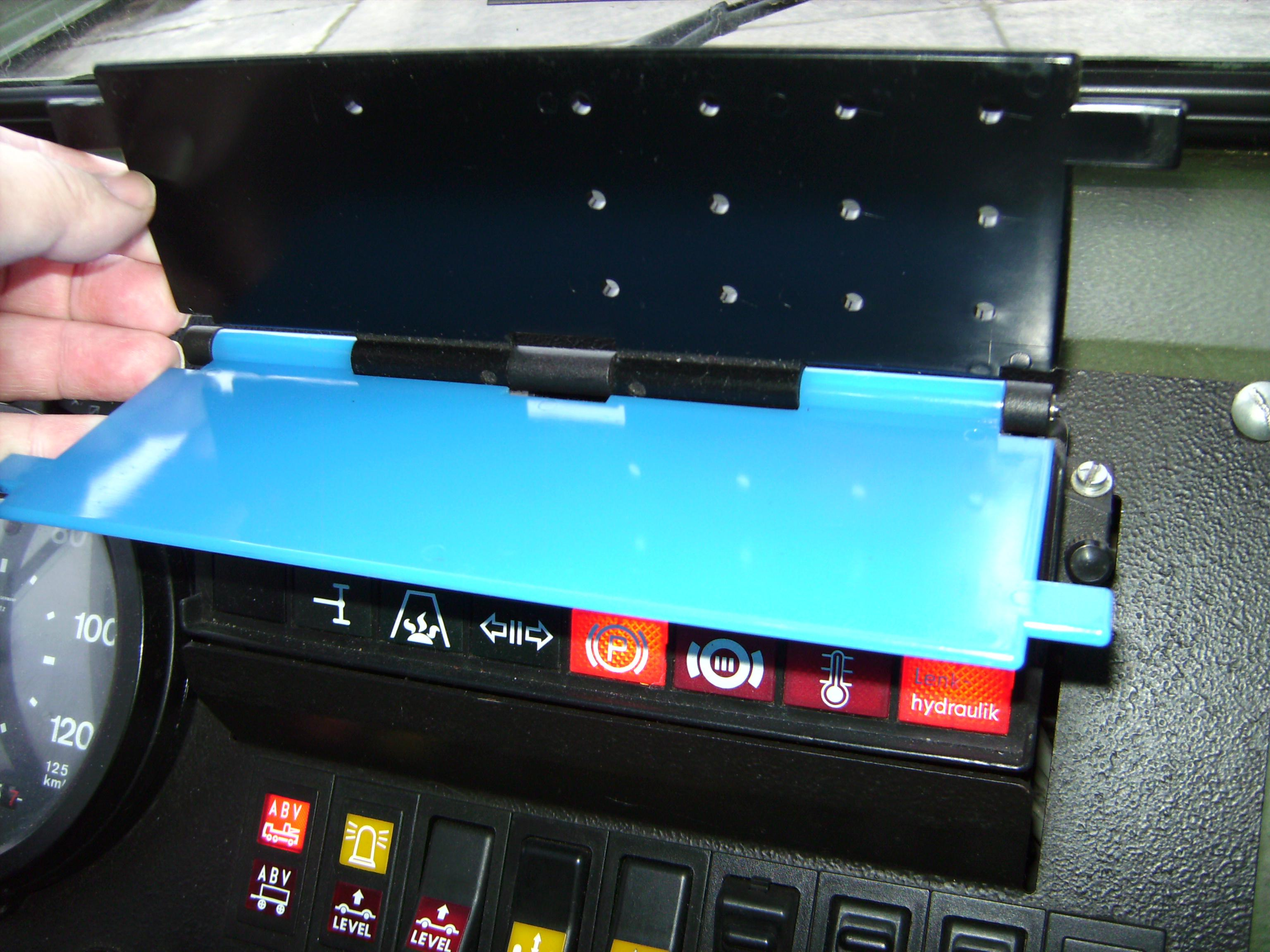
Afdekplaat voor de dashboardverlichting. De blauwe plaat laat nog wat licht door, de zwarte niet
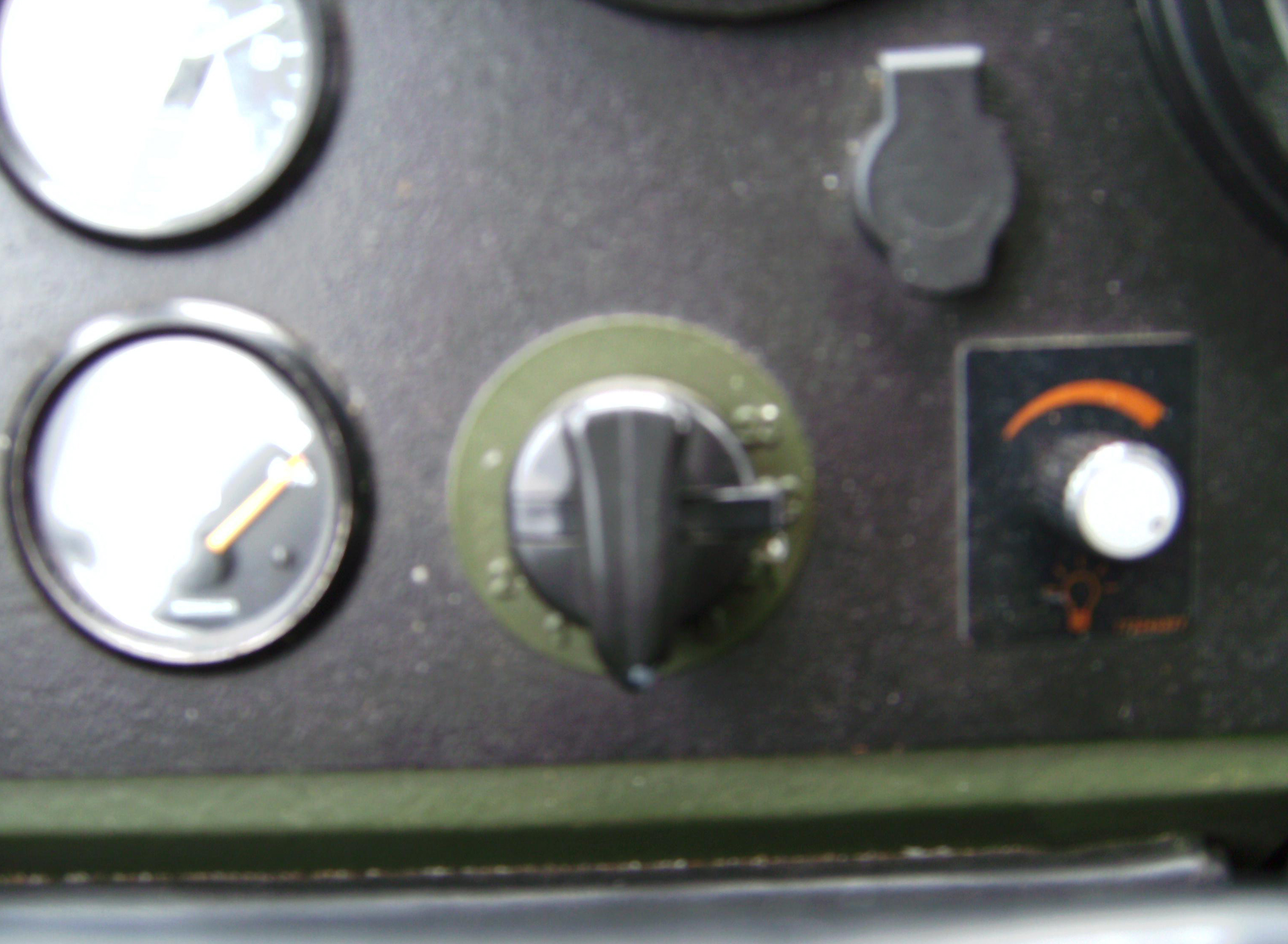
Om over te schakelen op normale verlichting moet de pal rechts op de schakelaar worden ingedrukt.

### Standen
Om ook het gebruik van oorlogsverlichting te kunnen beperken kent de lichtschakelaar - afhankelijk van het voertuig - meerdere standen. Bijvoorbeeld:
- Stand 0: uit
- Stand 1: markeerlicht en kruislicht
- Stand 2: markeerlicht, kruislicht, koplamp(en) en achterlicht(en)
- Stand 3: markeerlicht, kruislicht, koplamp(en), achterlicht(en) en remlicht